# Beaudéduit

Beaudéduit este o comună în departamentul Oise, Franța. Se află la o altitudine de 110 m deasupra nivelului mării. Are o suprafață de 3,72 km². Populația este de 170 locuitori, determinată în 1 ianuarie 2022, prin recensământ.